# کیو، لندن
latitudeکیو، لندنlongitudeکیو، لندن
کیو، لندن (به انگلیسی: Kew) یک ناحیه در بریتانیا است که در منطقه ریچموند آپون تیمز لندن واقع شده‌است.

## خصوصیات
کیو ۳٫۳۰ کیلومترمربع مساحت و ۱۱٬۴۳۶ نفر جمعیت دارد.

## نگارخانه

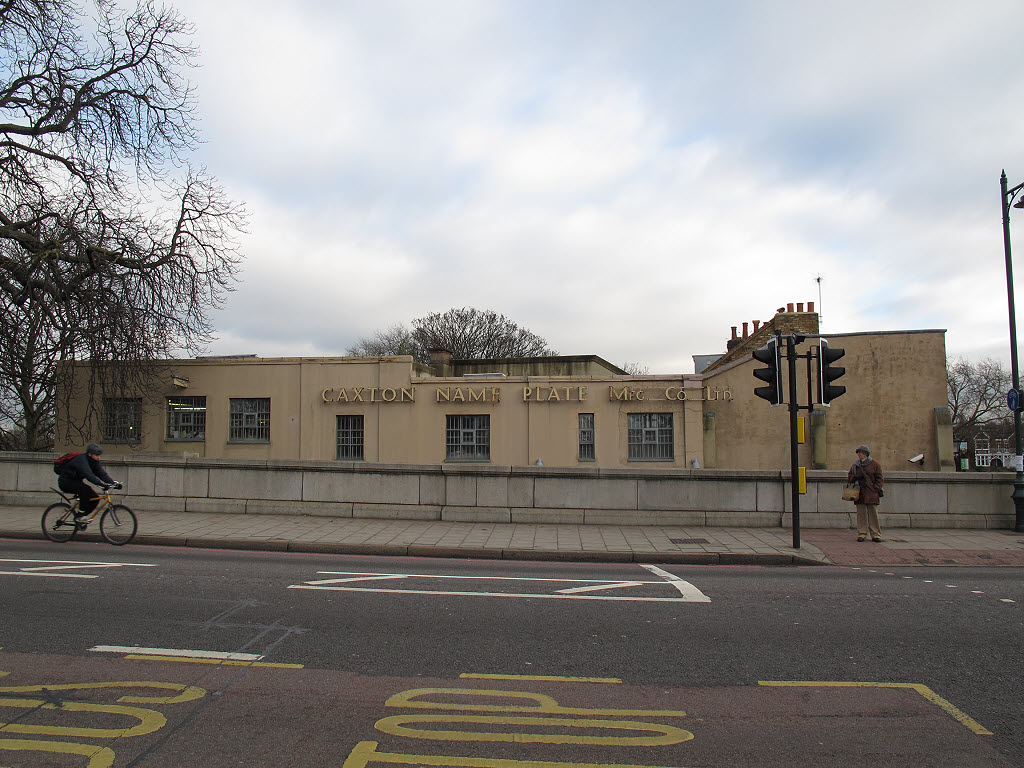
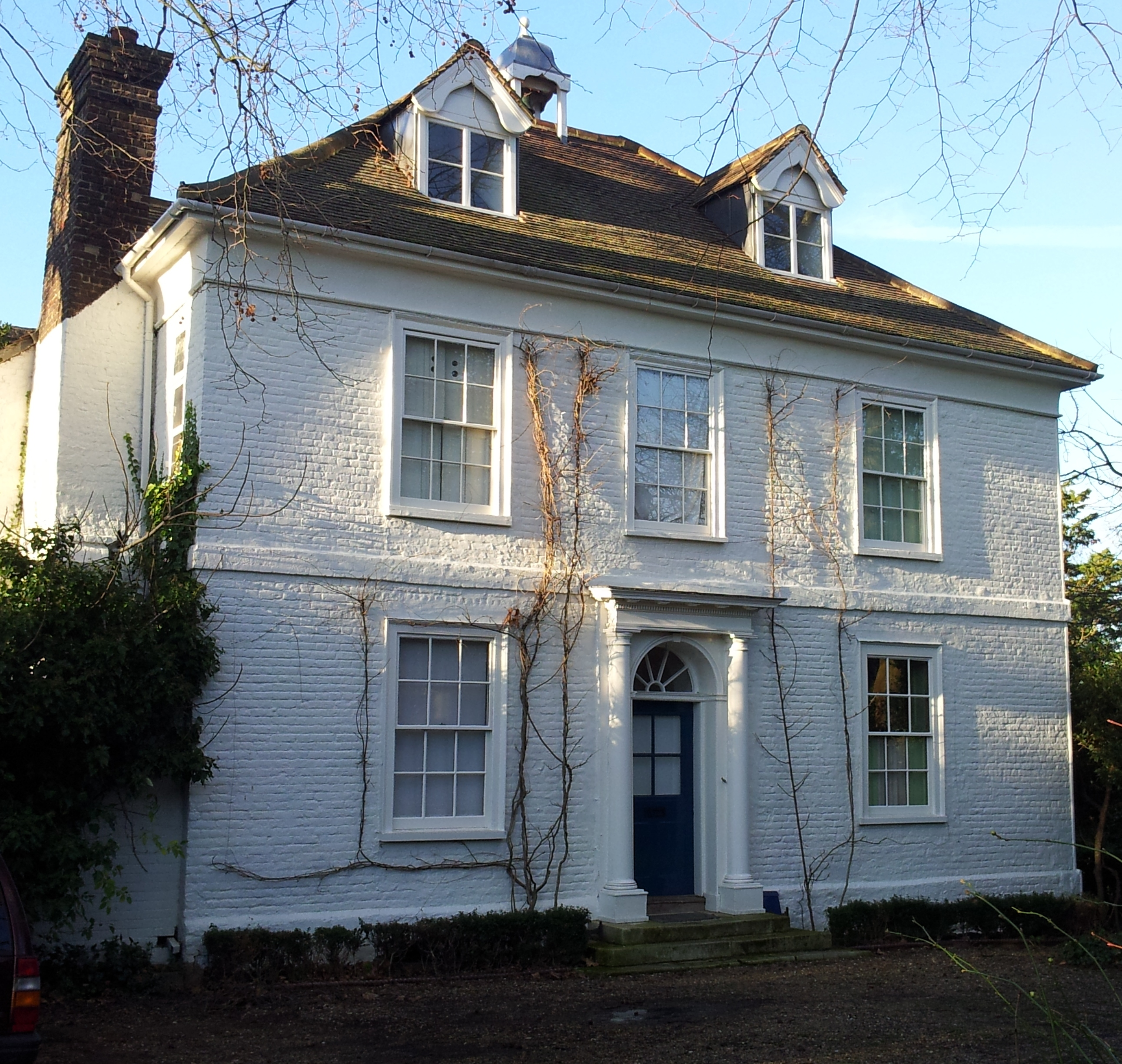
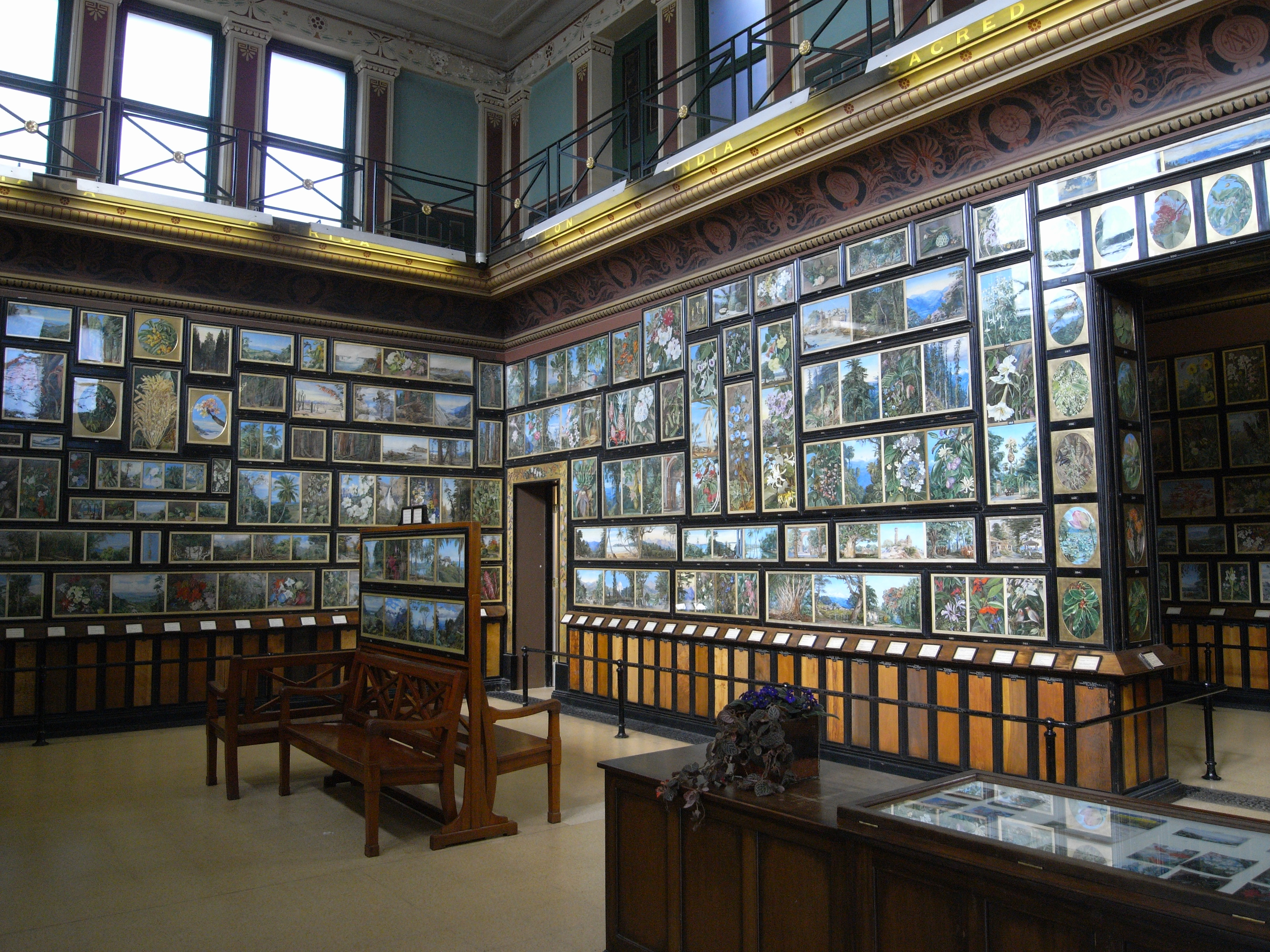
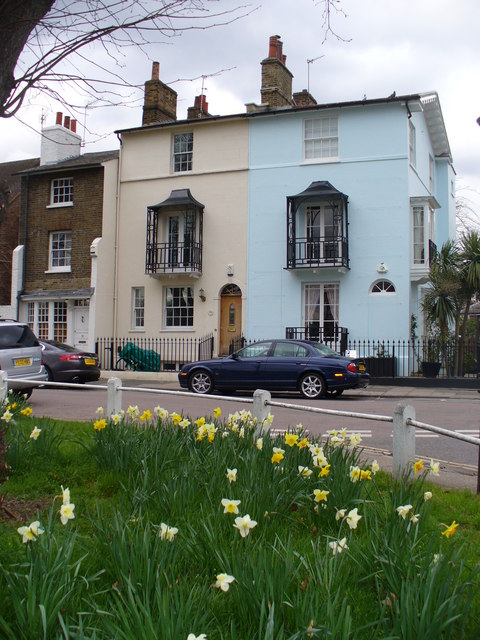
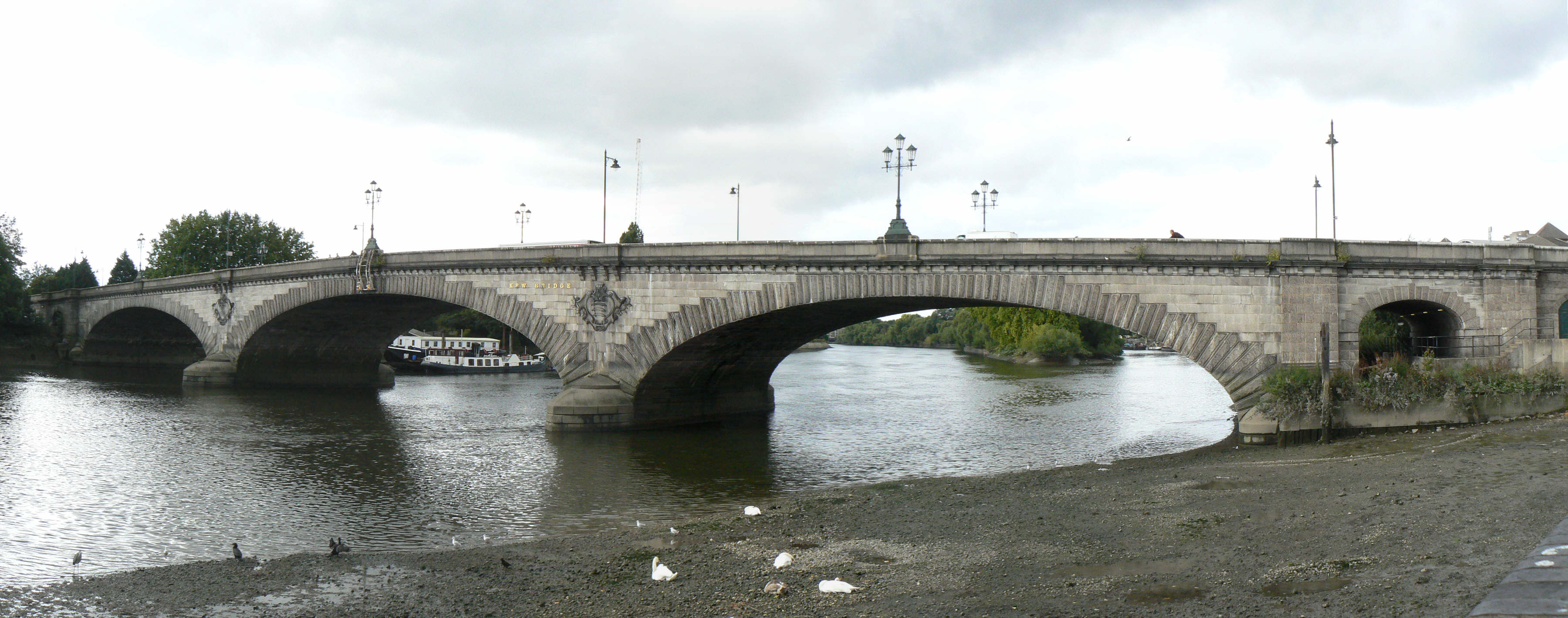
پل کیو
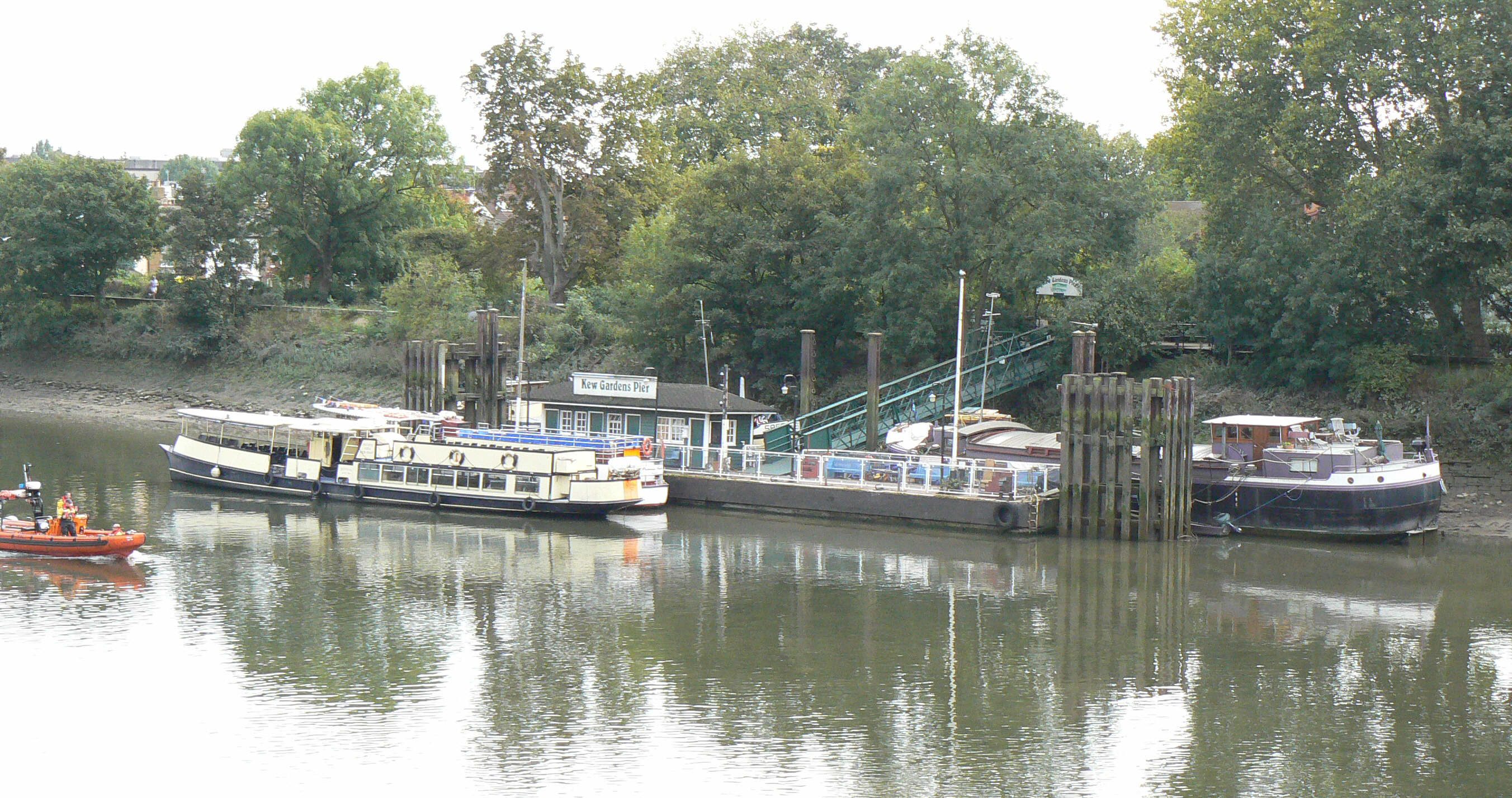
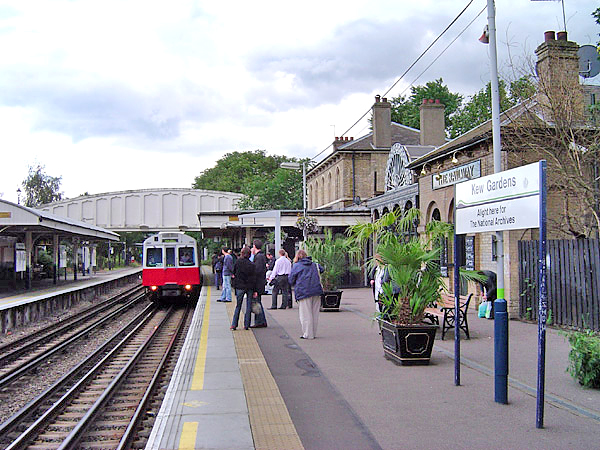
ایستگاه راه‌آهن کیو گاردنز
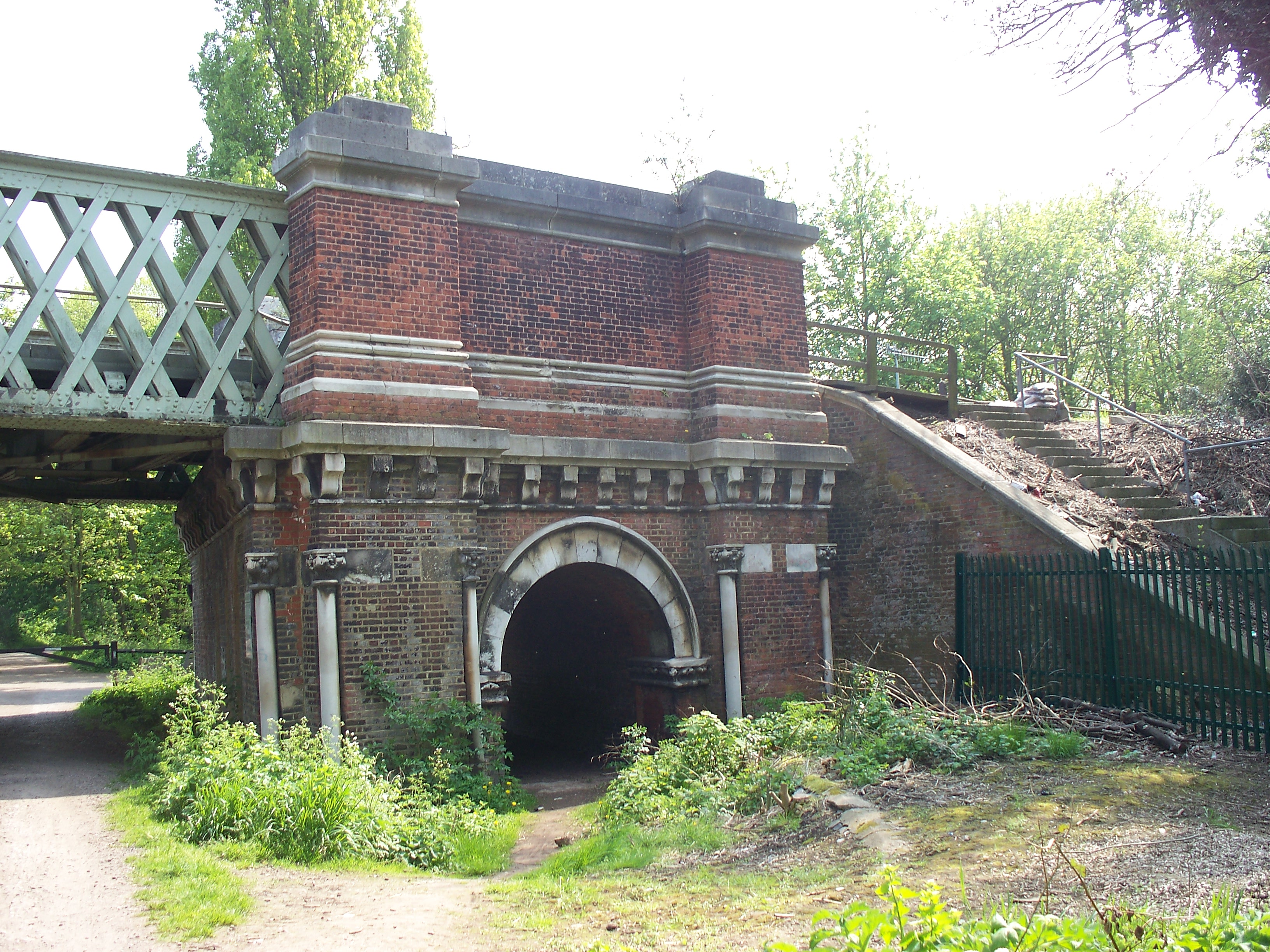
پل راه‌آهن کیو
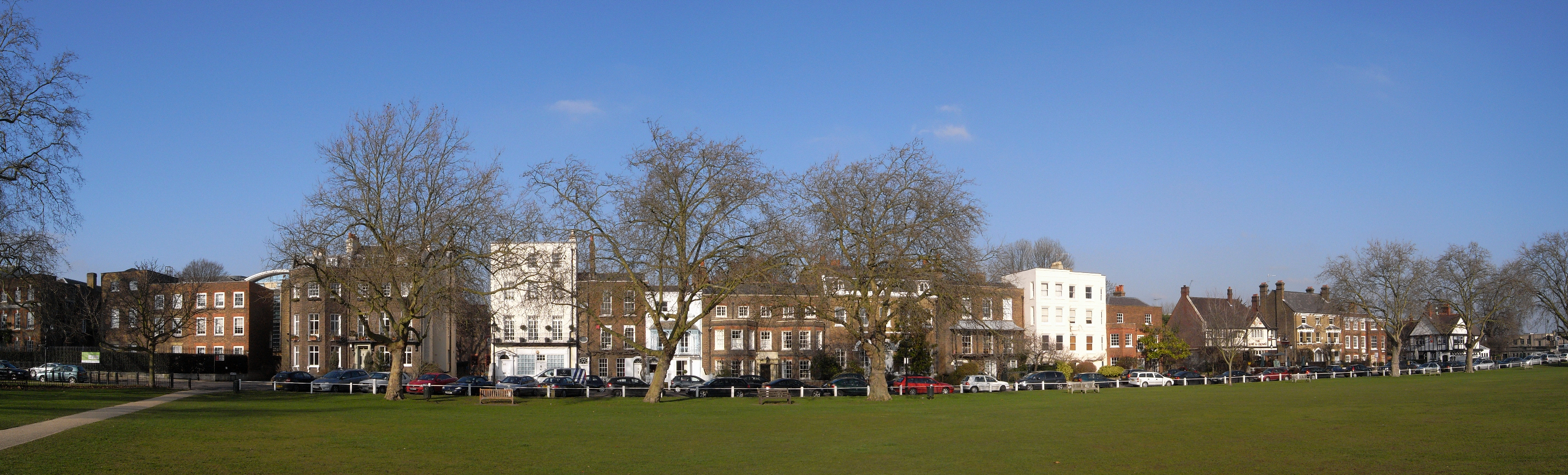
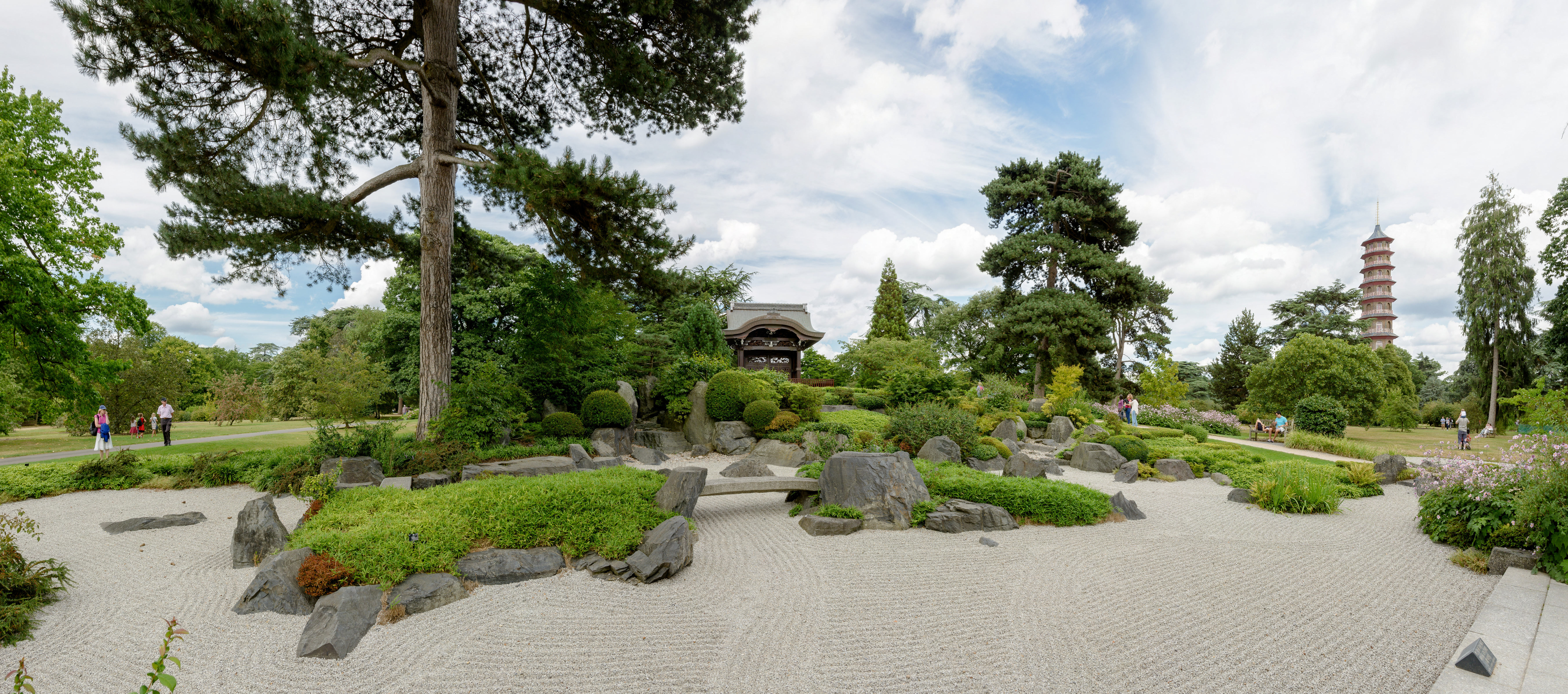
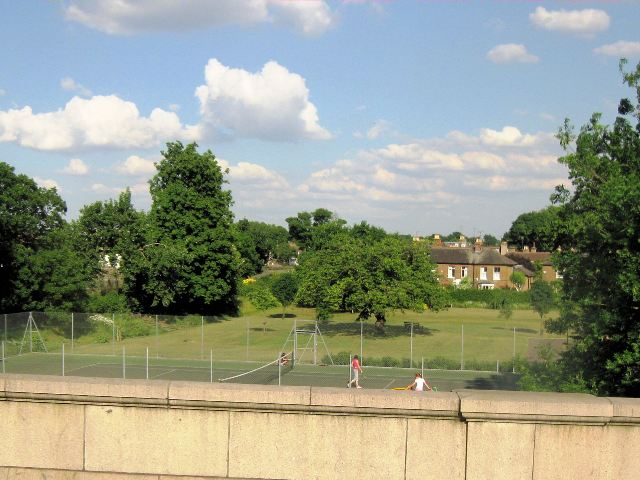
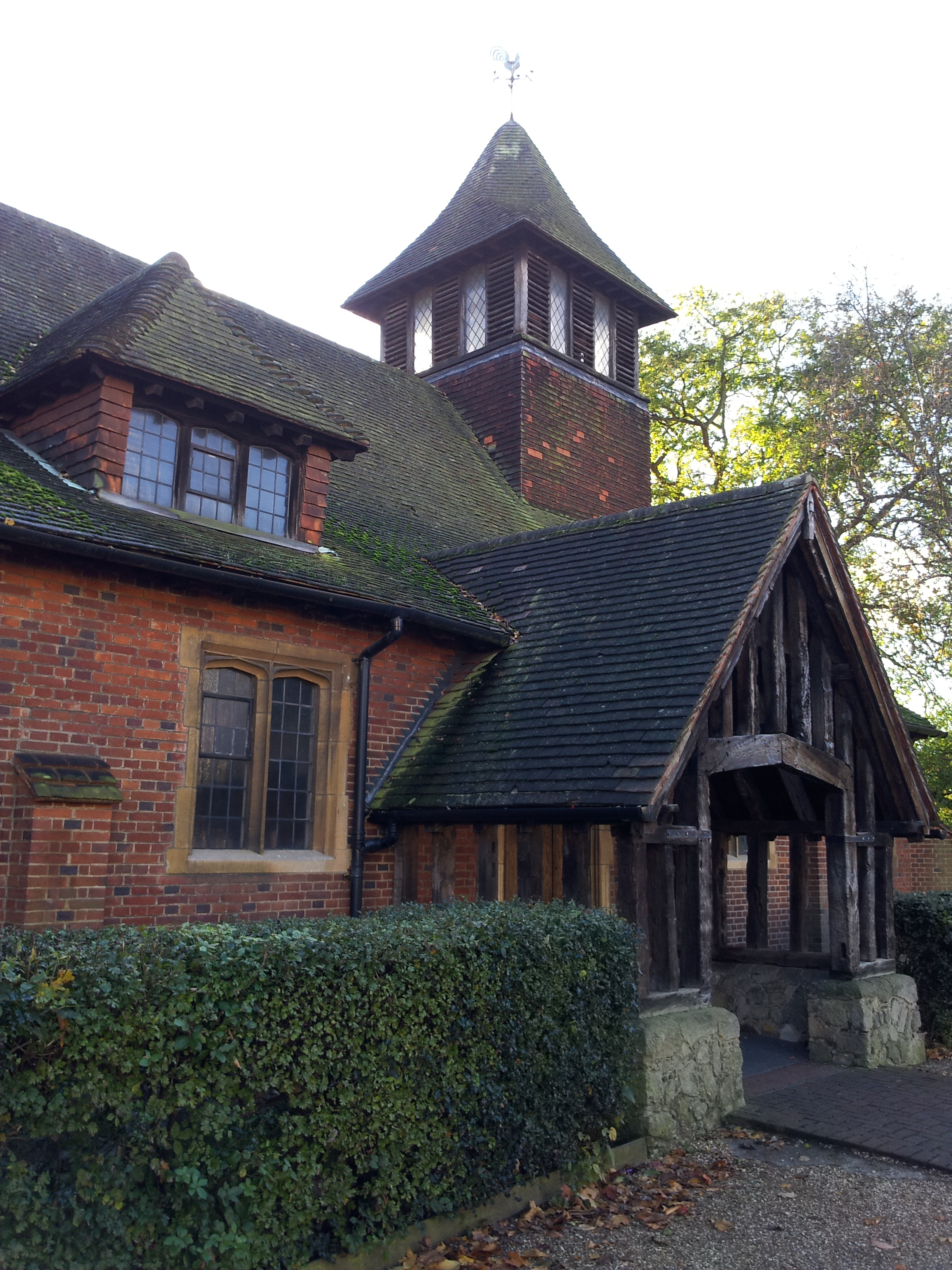
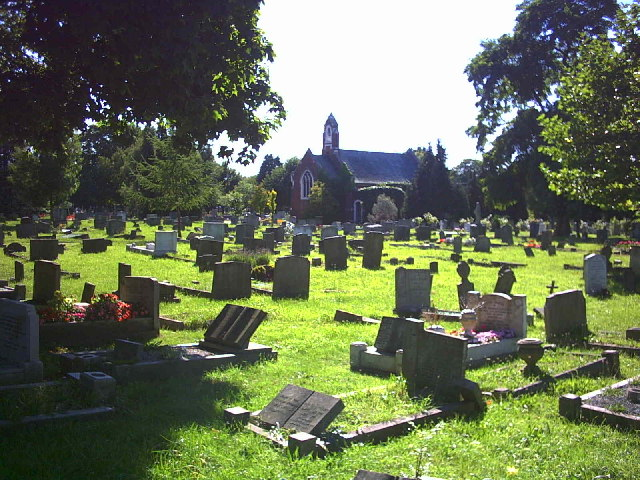
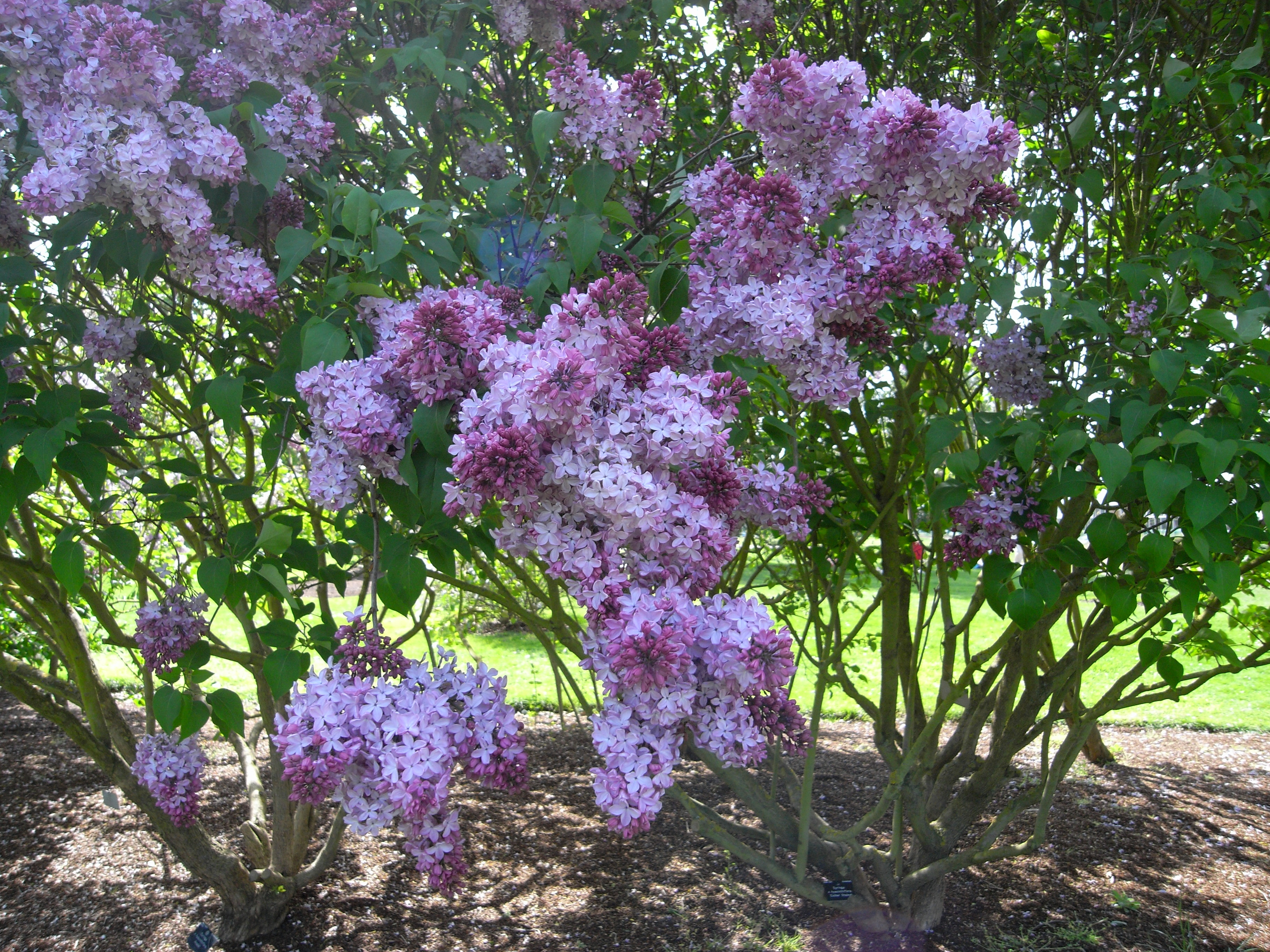